# Europese kampioenschappen mountainbike 1994
De Europese kampioenschappen mountainbike van 1994 werden gehouden in Métabief. Het was de vijfde editie die georganiseerd werd.

## Cross-Country

### Mannen elite
De lengte van de wedstrijd was 60 kilometer.
| №      | Naam                      | Land                | Tijd    |
| ------ | ------------------------- | ------------------- | ------- |
| Goud   | Albert Iten               | Zwitserland         | 2:57.51 |
| Zilver | Gary Foord                | Verenigd Koninkrijk | + 11 s  |
| Brons  | Benny Heylen              | België              | + 23 s  |
| 4      | Marcel Arntz              | Nederland           | + 3.08  |
| 5      | Ernst Denifl              | Oostenrijk          | + 3.44  |
| 6      | Jean-Christophe Savignoni | Frankrijk           | + 4.55  |

### Vrouwen elite
De wedstrijd was 36 kilometer lang.
| №      | Naam                 | Land        | Tijd    |
| ------ | -------------------- | ----------- | ------- |
| Goud   | Paola Pezzo          | Italië      | 2:02.45 |
| Zilver | Sophie Hosotte-Eglin | Frankrijk   | + 2.00  |
| Brons  | Maria Paola Turcutto | Italië      | + 1.29  |
| 4      | Chantal Daucourt     | Zwitserland | + 1.53  |
| 5      | Nathalie Fiat        | Frankrijk   | + 4.26  |
| 6      | Silvia Fürst         | Zwitserland | + 7.08  |

## Downhill

### Mannen elite
De afdaling had een lengte van 4,2 kilometer.
| №      | Naam             | Land      | Tijd  |
| ------ | ---------------- | --------- | ----- |
| Goud   | Nicolas Vouilloz | Frankrijk | 4.07  |
| Zilver | Tommy Johansson  | Zweden    | + 6 s |
| Brons  | Corrado Hérin    | Italië    | z.t.  |

### Vrouwen elite
| №      | Naam                   | Land        |
| ------ | ---------------------- | ----------- |
| Goud   | Anne-Caroline Chausson | Frankrijk   |
| Zilver | Giovanna Bonazzi       | Italië      |
| Brons  | Brigitte Kasper        | Zwitserland |

1989 · 
1990 ·
1991 · 
1992 ·
1993 ·
1994 ·
1995 ·
1996 ·
1997 ·
1998 ·
1999 ·
2000 ·
2001 ·
2002 ·
2003 ·
2004 ·
2005 ·
2006 ·
2007 ·
2008 ·
2009 ·
2010 ·
2011 ·
2012 ·
2013 ·
2014 ·
2015 ·
2016 ·
2017 ·
2018 ·
2019 ·
2020 ·
2021 ·
2022 ·
2023